# Geokrety
GeoKrety (dal greco: Geo, "terra" e polacco: krety, "talpe") è un sito di monitoraggio di servizi ai geocachers. Ogni oggetto registrato, chiamato GeoKret (plurale: GeoKrety), ha un codice di tracciamento univoco, che consente di tracciare e registrare sul servizio i suoi movimenti tra posizioni come geocache. Sebbene l'idea alla base di elementi tracciabili come GeoKrety sia nata con geocoin e travelbug, Geokrety è un servizio tracciabile indipendente che può essere utilizzato con qualsiasi attività di geocaching.

## Descrizione
Un GeoKret può essere qualsiasi cosa, ma nella maggior parte dei casi è un piccolo burattino o un altro piccolo giocattolo, che può essere inserito in contenitori di geocache. Durante la registrazione di un GeoKret sul sito web, il proprietario assegna un nome e, facoltativamente, uno scopo o una missione. Queste missioni possono essere semplici come viaggiare il più lontano possibile, o viaggiare in una specifica cache, posizione o un certo tipo di posizione. Su GeoKrety.org, ogni elemento ha una singola pagina, che traccia il suo movimento e calcola la distanza percorsa.
Dopo la registrazione, il proprietario deve creare un'etichetta per il proprio GeoKret, con il suo nome, la missione, il codice di monitoraggio e l'indirizzo del sito web. Facoltativamente, è possibile includere il breve manuale dell'utente e un codice QR. L'etichetta dovrebbe quindi essere protetta dall'umidità, ad esempio mediante laminazione.
I GeoKrety non sono oggetti commerciali, quindi non è obbligatorio mettere qualcosa in una cache per prendere un GeoKret, né è necessario prendere qualcosa da una cache in cambio di un GK. Se un geocacher vuole prendere qualcosa da una cache, è obbligato a fare uno scambio prima di piazzare il GK. Inoltre, non vi è alcun obbligo di ritirare un GeoKret da una cache in quanto gli utenti possono semplicemente contrassegnare l'elemento come "scoperto" sul sito web.
Per registrare una mossa o una scoperta di un GeoKret, gli utenti devono inserire il suo codice di monitoraggio e la posizione o la cache in cui l'hanno lasciato. La cache può essere identificata dal suo waypoint, dal nome della cache (le coordinate vengono acquisite automaticamente dalla maggior parte dei servizi di geocaching) o dalle coordinate.
Il servizio è gratuito. Tutti i contenuti (comprese le descrizioni di GeoKrety, illustrazioni e voci di registro) resi disponibili pubblicandoli sul sito sono concessi in licenza con licenza Creative Commons.
Il servizio è stato fondato nell'ottobre 2007 ed è gestito da un gruppo di volontari. All'8 gennaio 2012 c'erano 20098 registrazioni GeoKrety e 167009 voci di registro. Tutti i GeoKrety (escluso il tipo umano) hanno percorso 16579482 chilometri.

## Servizi supportati
I Geokrety non sono associati a nessun particolare servizio di geocaching. Gli utenti possono collocare GeoKrety nelle cache registrate in qualsiasi database, così come in altri luoghi (ad esempio a casa), nel qual caso sono tenuti a fornire le coordinate.
Per semplificare la registrazione di GeoKrety, il sito web recupera le informazioni della cache (come il nome di un waypoint, le coordinate, la descrizione) da molti servizi di geocaching popolari. Per i servizi completamente supportati, sono necessari solo il codice di monitoraggio di GeoKret (stampato nell'etichetta) e il waypoint della cache, poiché tutti gli altri dati (come il titolo e le coordinate della cache) vengono completati automaticamente. All'8 gennaio 2012, c'erano 665 997 waypoint (con informazioni complete sulla cache) nel database geokrety.org.
Quando si rilascia un GeoKret in una cache elencata solo su geocaching.com, le coordinate devono essere inserite manualmente. Un plug-in del browser per Mozilla Firefox e Google Chrome è disponibile per automatizzare questo. Un libero e software open-source Android app, GeoKrety Logger, è disponibile sul F-Droid.

## Categorie geografiche
A seconda del tipo, a un GeoKret deve essere assegnata una delle seguenti categorie:
- Geokret tradizionale (ad esempio un burattino)
- Libro
- CD o DVD
- Moneta (per Geokrety a forma di moneta)
- Umano (per gli utenti di questo servizio che tracciano se stessi)
- Codice QR

Alcuni GeoKret hanno un codice QR stampato sulle etichette, che codifica il loro codice di tracciamento. Dopo aver scattato una foto e aver decodificato il codice, l'utente viene automaticamente indirizzato al sito web appropriato per registrare una mossa di un GeoKret. Alcuni campi vengono completati automaticamente in base alle informazioni lette dal codice QR. Per questa attività non è richiesta alcuna applicazione speciale, ad eccezione di un lettore di codici QR.